# Nicolás Naranjo
Nicolás Javier Naranjo Sanchez (San Juan, 10 juli 1990 – Mendoza, 12 september 2021) was een Argentijns wielrenner die tussen 2017 en 2021 reed voor de Asociación Civil Agrupación Virgen de Fátima.

## Carrière
In 2014 werd Naranjo nationaal kampioen puntenkoers en werd hij tweede in de ploegenachtervolging. Op de weg behaalde hij in 2017 zijn eerste UCI-overwinning door de zevende etappe in de Ronde van Uruguay op zijn naam te schrijven.
Naranjo stierf in 2021 als gevolg van een ongeluk in Mendoza.

## Baanwielrennen

### Palmares
| Jaar     | AK                                 | P-AK     | WK       | Overig   |
| Junioren | Junioren                           | Junioren | Junioren | Junioren |
| -------- | ---------------------------------- | -------- | -------- | -------- |
| 2008     | Ploegkoers                         |          |          |          |
| Elite    |                                    |          |          |          |
| 2014     | Puntenkoers · Ploegenachtervolging |          |          |          |

## Wegwielrennen

### Overwinningen
2017
7e etappe Ronde van Uruguay
2019
1e, 3e, 4e, 5e en 10e etappe Ronde van Uruguay
Puntenklassement Ronde van Uruguay

## Ploegen
- 2017–2021  Asociación Civil Agrupación Virgen de Fátima

Cattapan · Escuela · Laguna · López · Montivero · Naranjo · A. Richeze · M. Richeze · Velardez · Zamora
Avella · Escuela · Gamero · López · Montivero · Naranjo · A. Richeze · M. Richeze · Roberto · Velardez · Zamora